# Aguas Calientes (Peru)
Aguas Calientes (z marketingových důvodů označováno i jako Machupicchu Pueblo) je městečko v Peru. Leží na úpatí hory Machu Picchu, a proto se stalo výchozím místem pro výstup na stejnojmenné starověké město Inků, ležící na hoře. Do městečka Aguas Calientes, jenž je v současnosti tvořeno hlavně více či méně luxusními hotely, restauracemi a obchody, se lze dostat pouze po železnici (nejčastěji z Cuzca) nebo pěšky ze vzdálenějších vesnic. Městem protéká řeka Urubamba.
Ve městě se nacházejí termální lázně, podle kterých dostalo své jméno.

## Fotogalerie

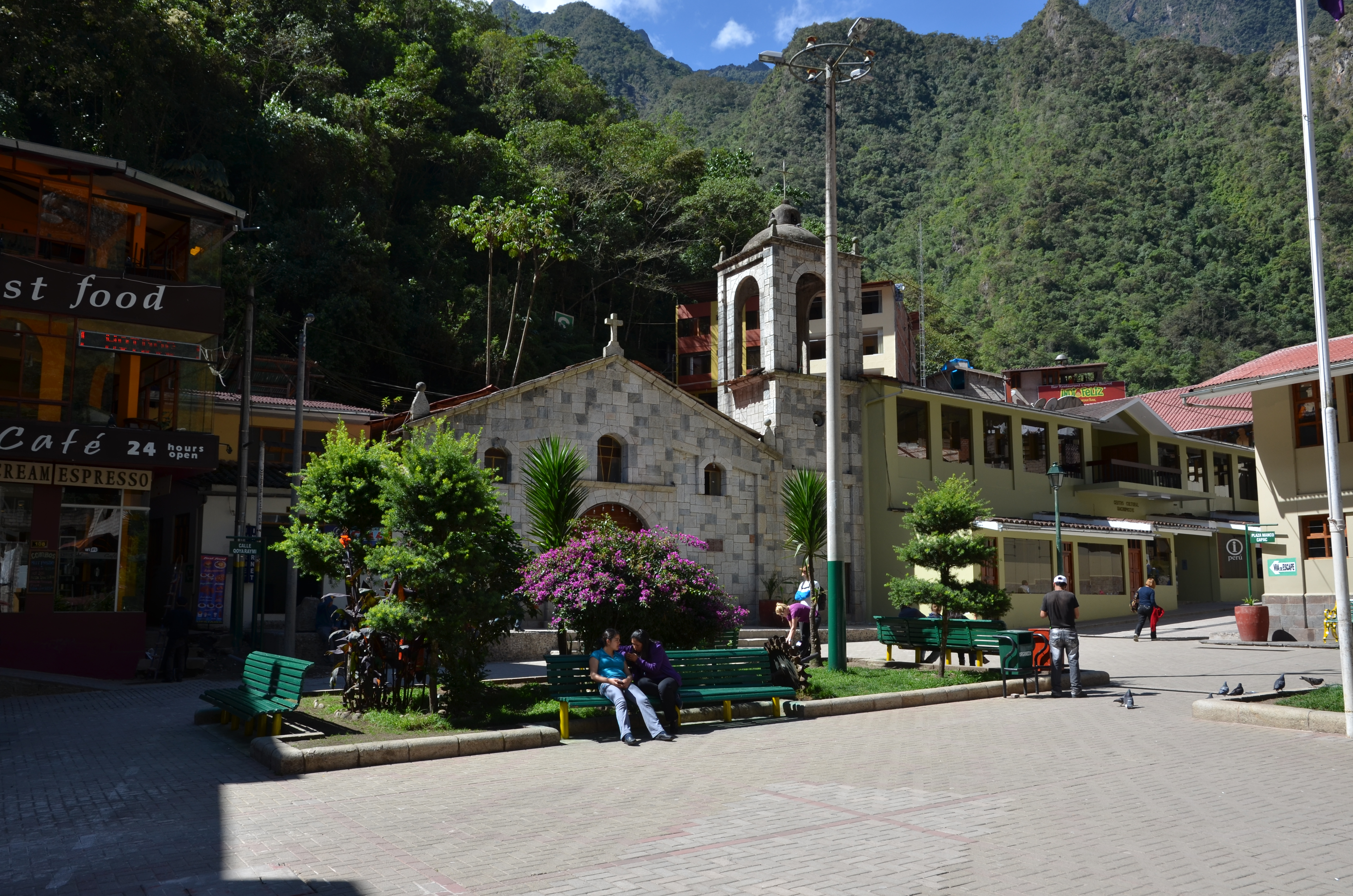
Náměstí s kostelem
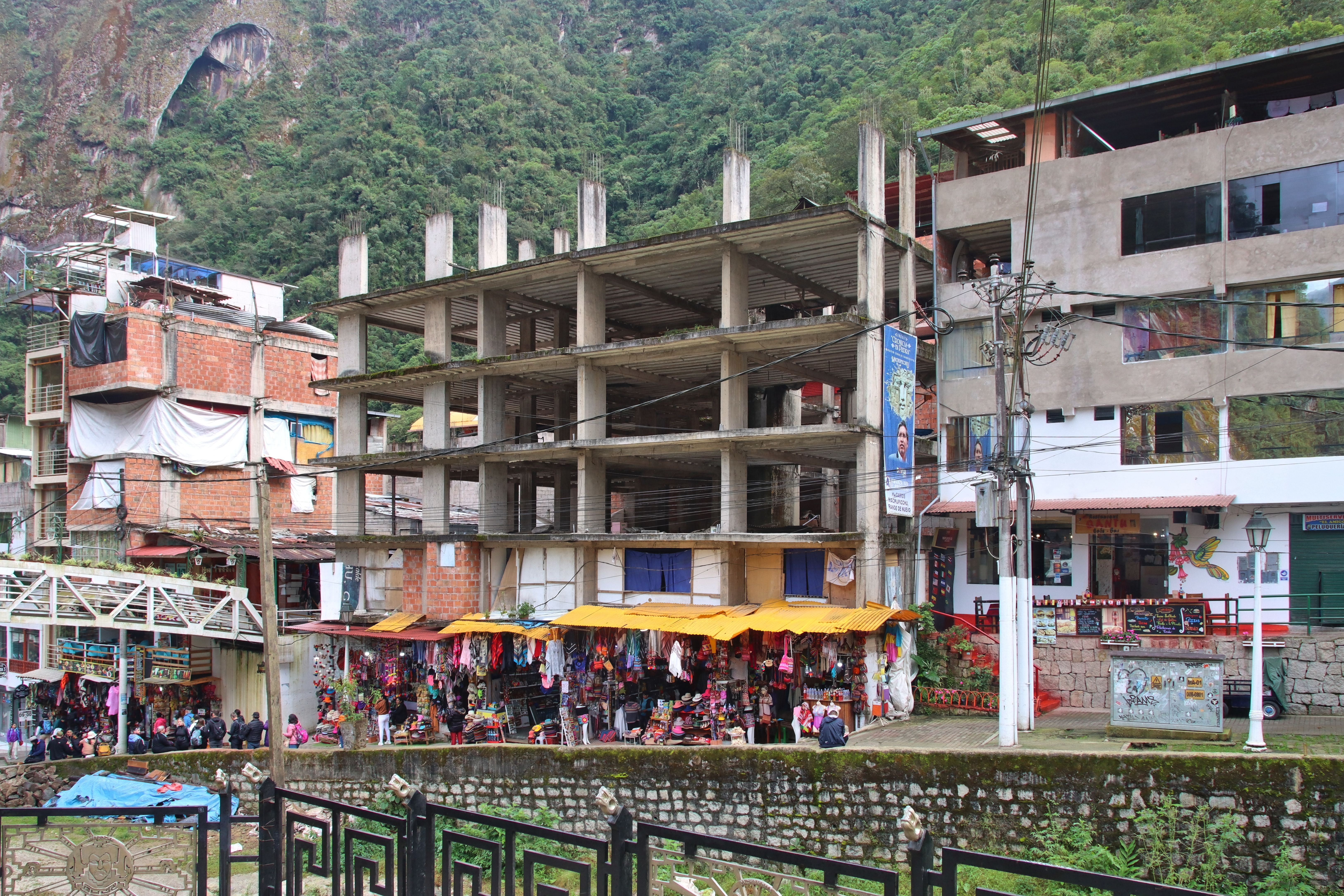
Rozestavěné hotely v údolí potoka
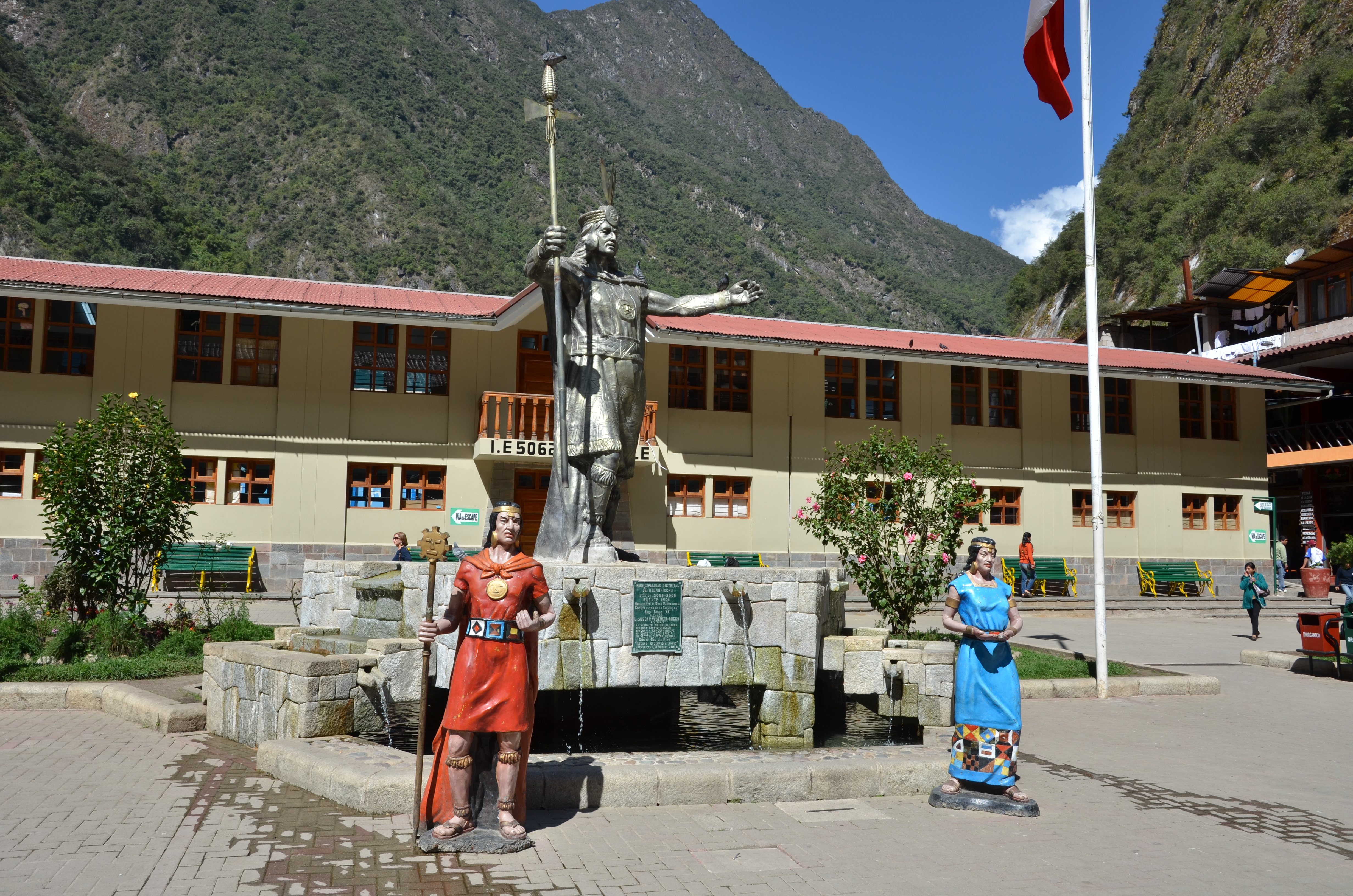
Socha Pachacuteca
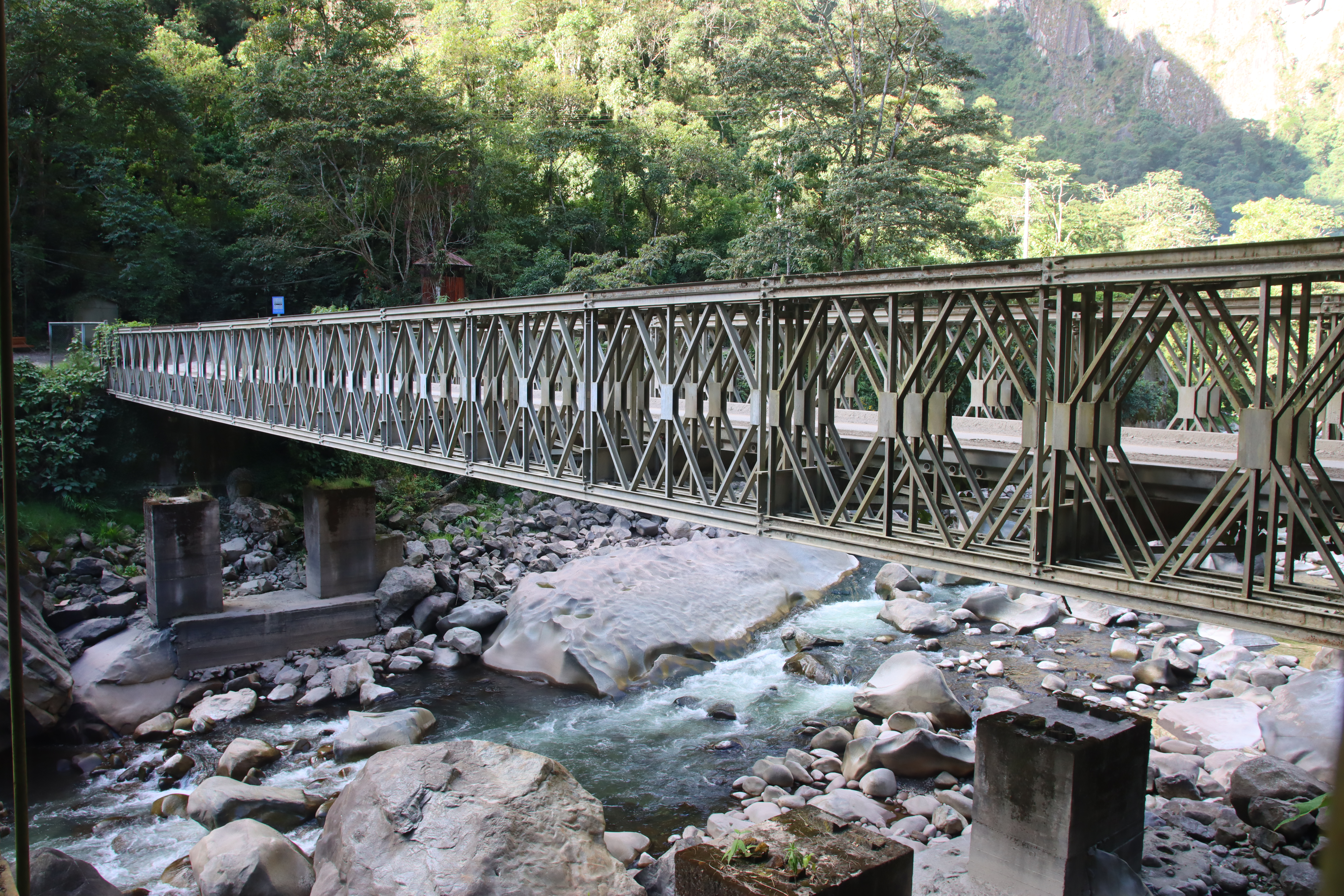
Silniční most k silnici Hirama Binghama vedoucí k Machu Picchu
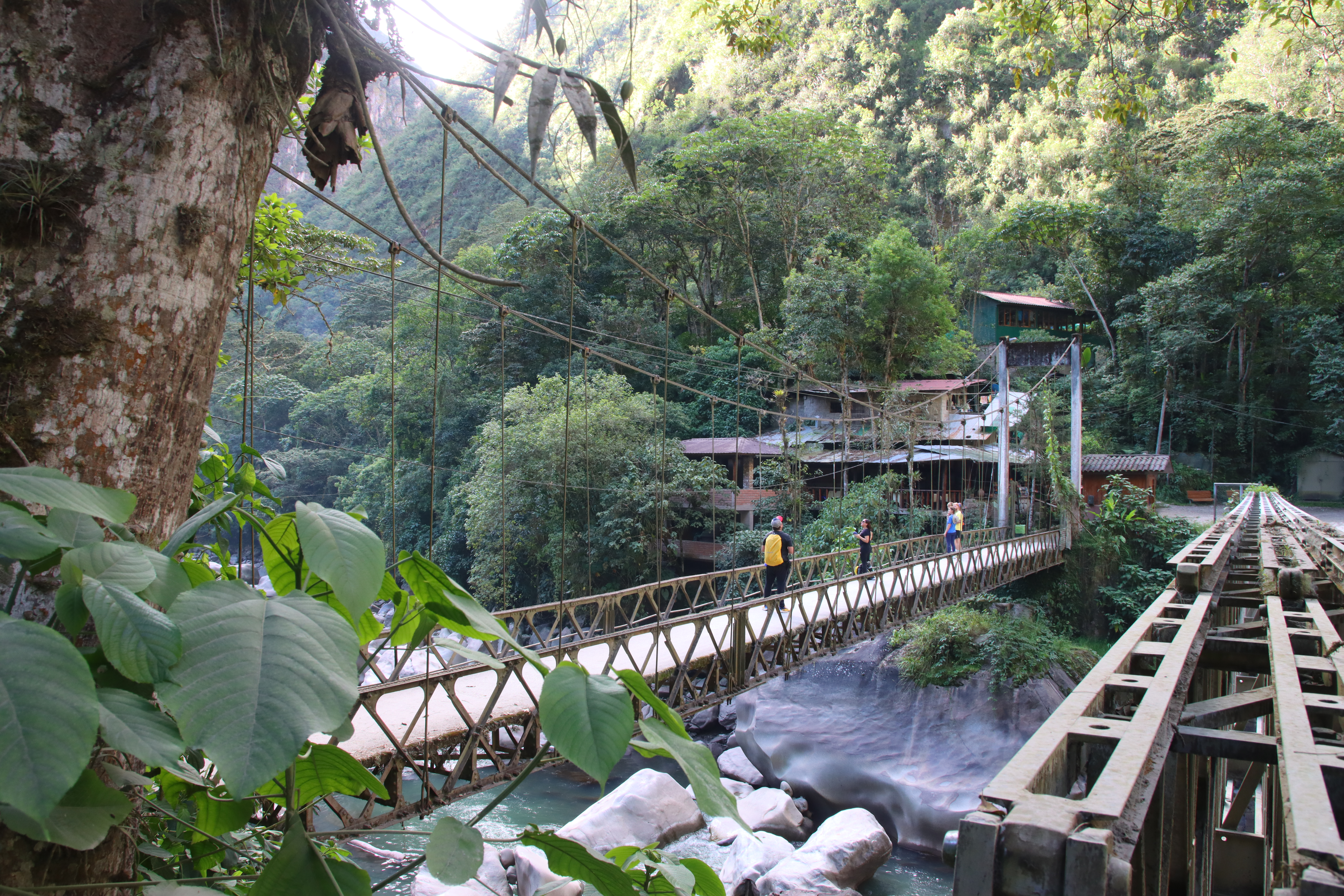
Visutý most pro pěší vedoucí na cestě na Machu Picchu
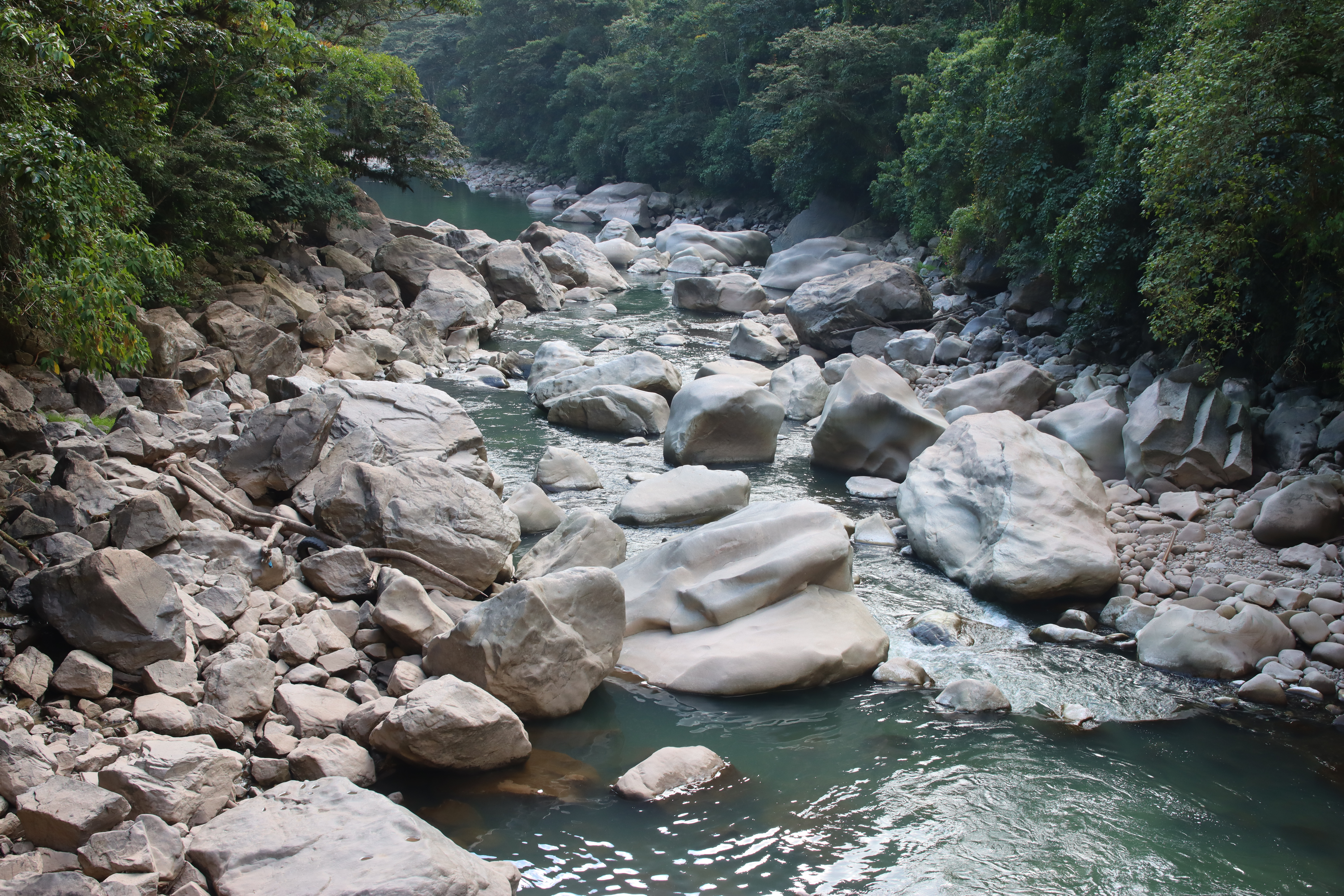
Balvany v korytě Urubamby
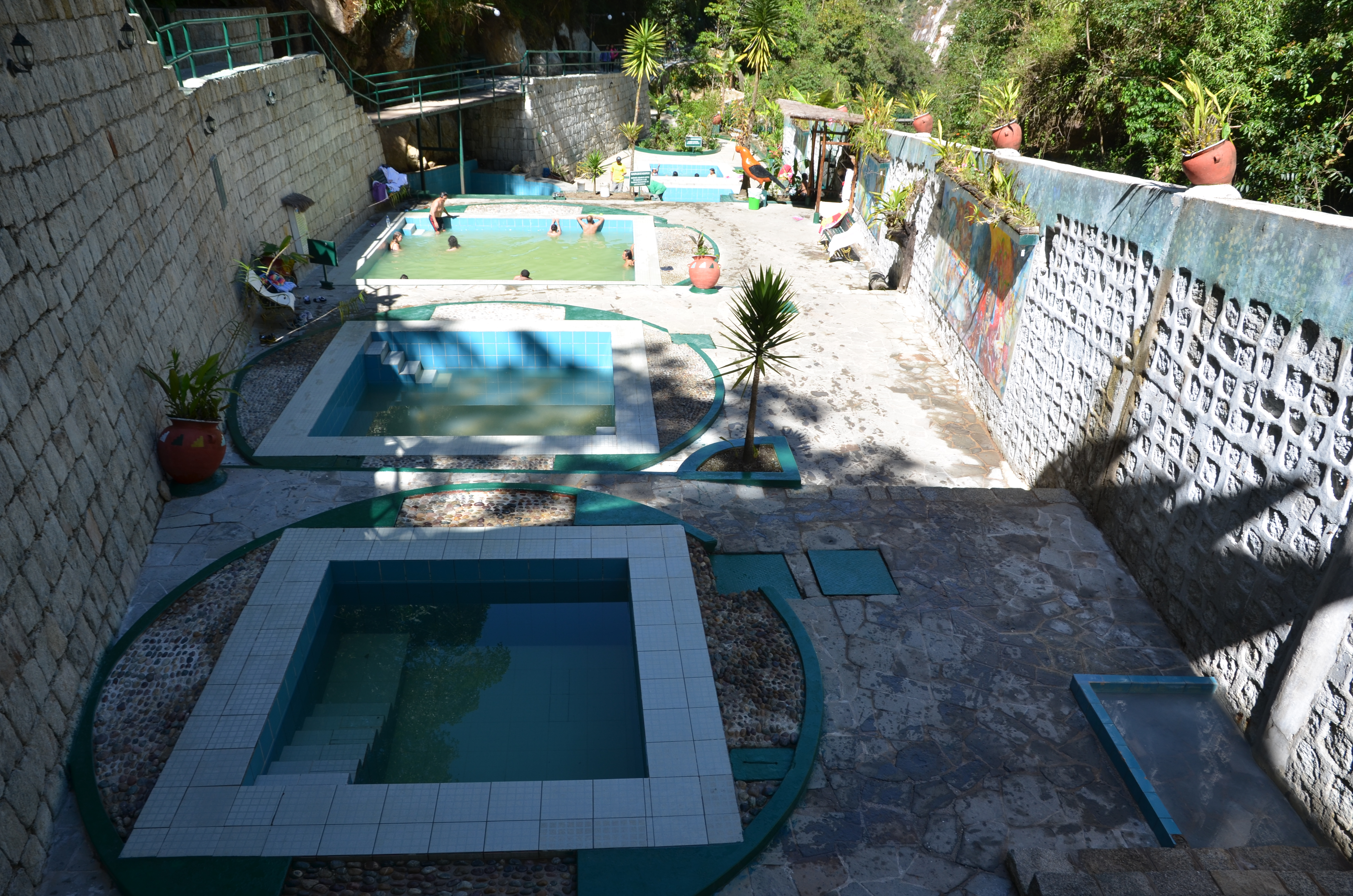
Termální prameny
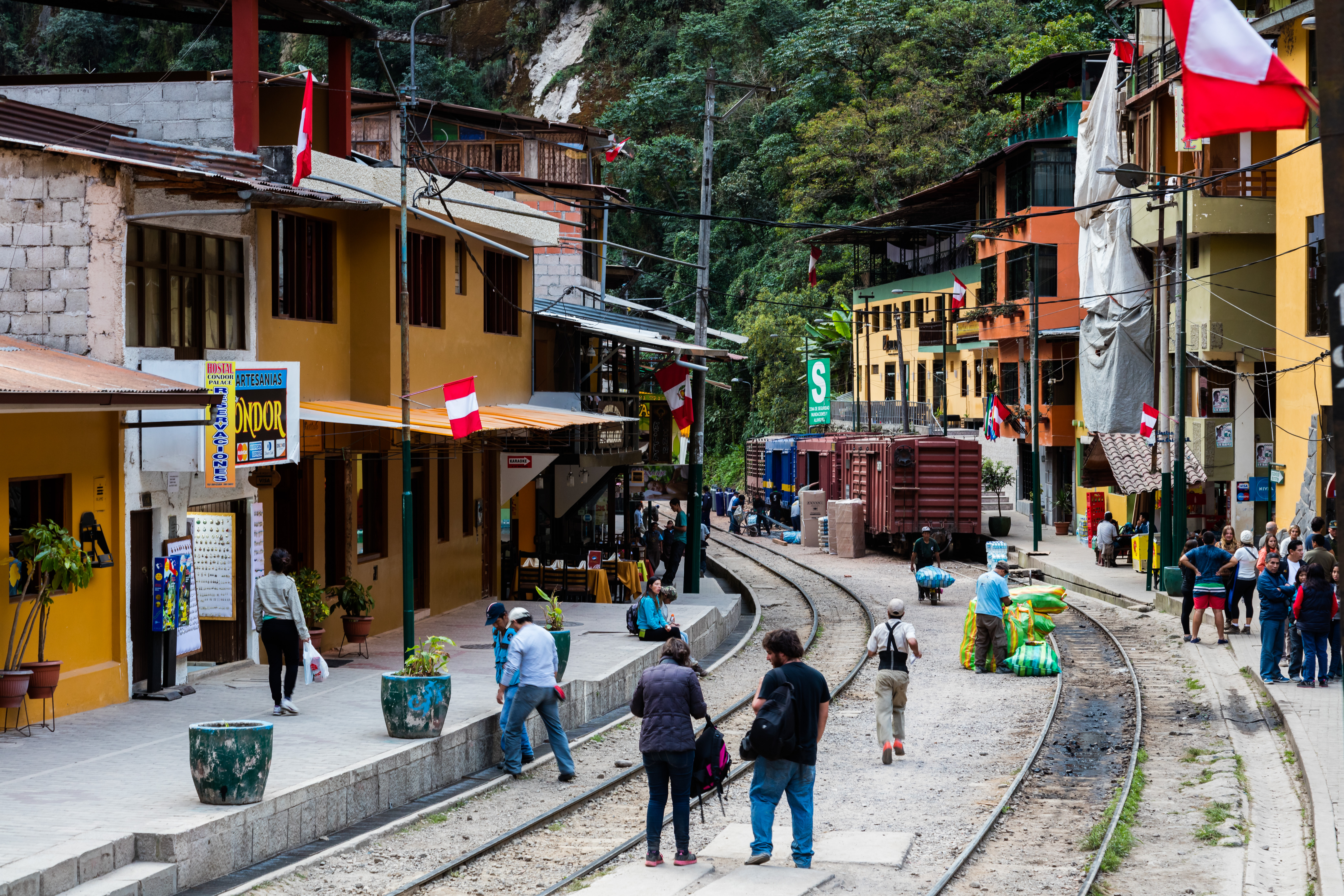
Železniční trať ve středu města
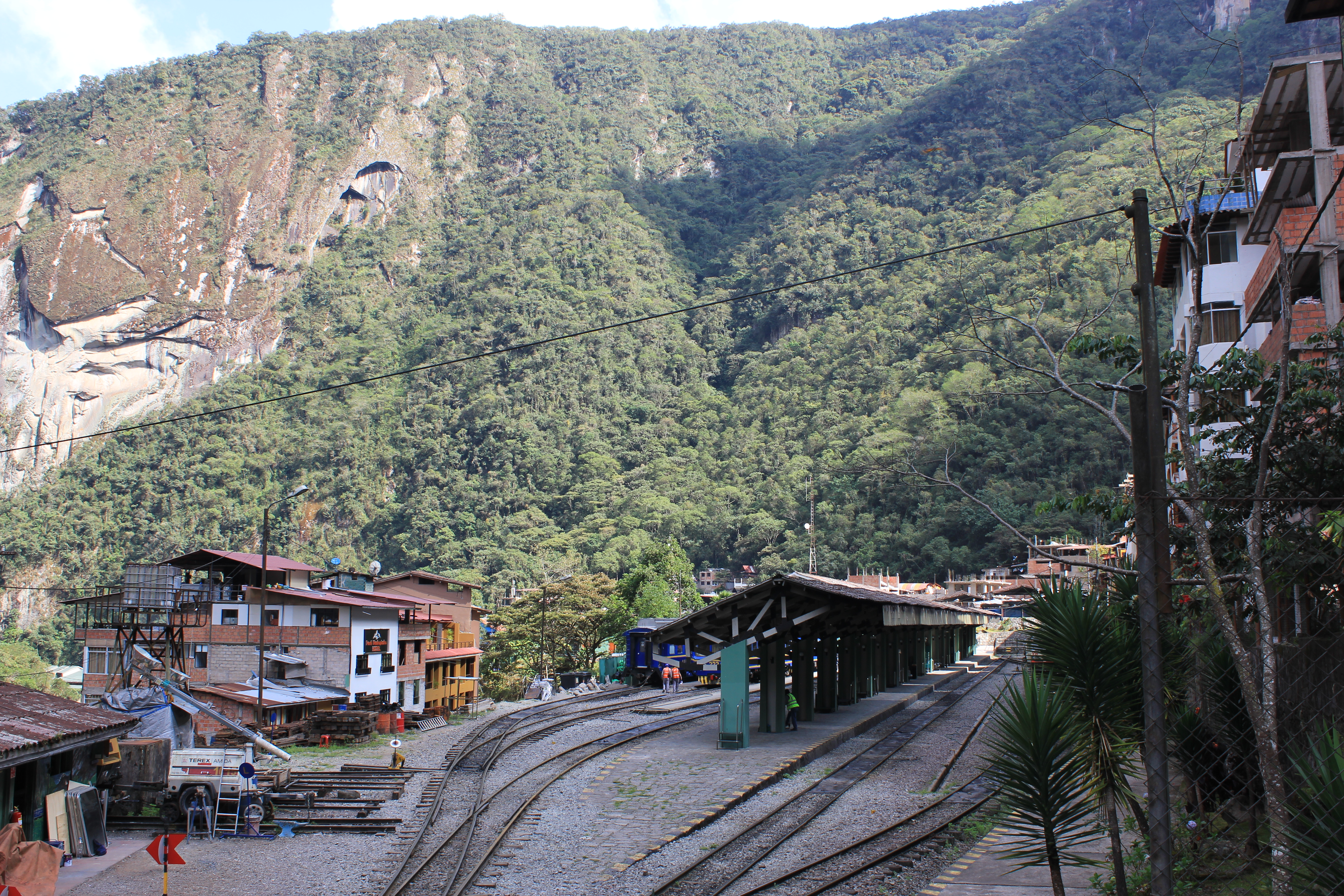
Železniční stanice
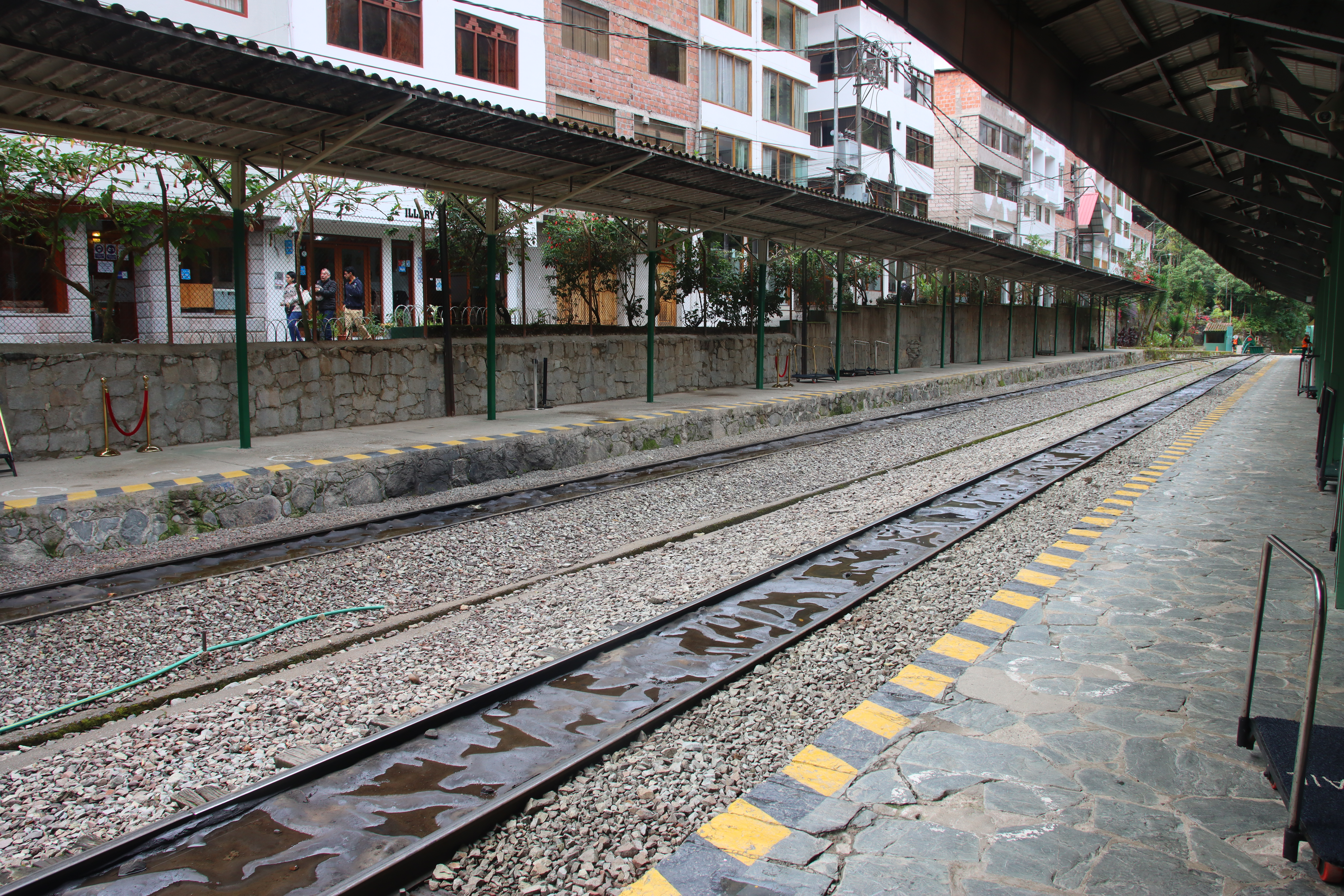
Nástupiště stanice
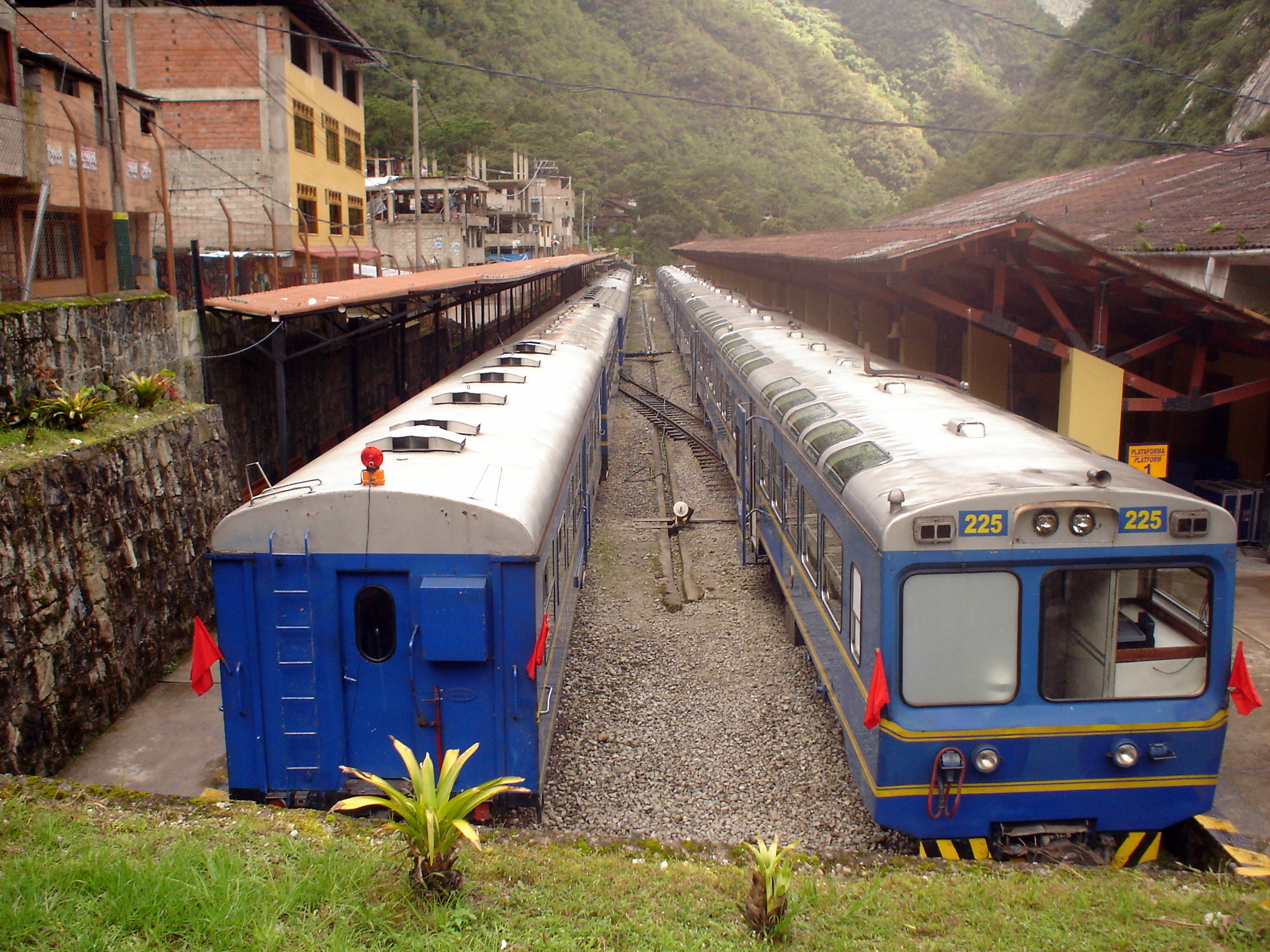
Vlaky Peru Rail
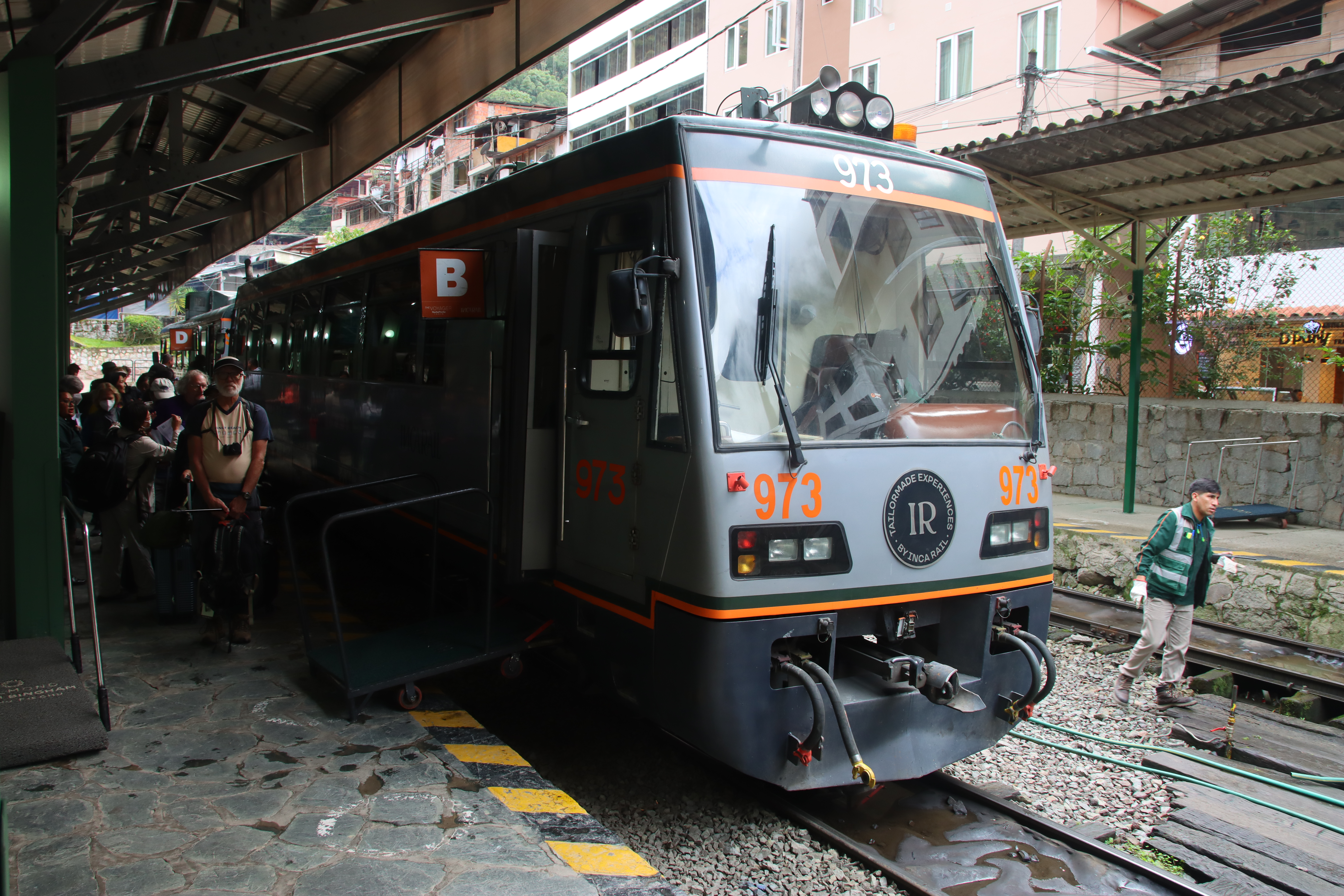
Vlak Inca Rail